# Phragmatobia wagneri
Phragmatobia wagneri là một loài bướm đêm thuộc phân họ Arctiinae, họ Erebidae.